# کاراسینان
کاراسینان یا کاراسین‌ها یک خانواده از ماهیان نیمه گرمسیری و گرمسیری آبهای شیرین هستند که به راسته تتراسانان تعلق دارند. نام «کاراسین» یک نام تاریخی است، اما امروزه دانشمندان بیشتر تمایل به استفاده از نام «کاراسیدها» دارند و ترجیح می‌دهند تا وضعیت آنها را به عنوان یک گروه بزرگ تک‌تباری در رتبه خانواده منعکس کنند. برای رسیدن به آن هدف، این خانواده دستخوش تغییرات رده‌بندی و طبقه‌بندی زیادی شده‌است. از جمله ماهی‌هایی که در حال حاضر در خانواده کاراسین باقی مانده‌اند، تتراها هستند که شامل جنس‌های بسیار مشابه همیگراموس و سرده تترا، و همچنین چند نوع مرتبط مانند تتراهای کور و تترا نئون هستند. ماهی‌های این خانواده جزو گونه‌های محبوب ماهی های آکواریومی می‌باشند.
طول این ماهی‌ها متفاوت است، اگرچه تعداد زیادی از آنها کمتر از ۳ سانتیمتر (۱٫۲ اینچ) است. یکی از کوچک‌ترین گونه‌ها، تترای رزی حداکثر تا ۱٫۹ سانتیمتر رشد می‌کند.
این ماهی‌ها در گستره وسیع و زیستگاه‌های گوناگونی زندگی می‌کنند. خاستگاه اصلی آنها قاره آمریکاست که از جنوب غربی تگزاس و مکزیک تا آمریکای مرکزی و جنوبی را شامل می‌شود. بسیاری از این کاراسین‌ها ساکن رودخانه‌ها هستند، اما، برای مثال، تترای کورغار در غار زندگی می‌کند.

## رده‌بندی
این خانواده دستخوش تغییرات سیستماتیک و طبقه‌بندی زیادی شده‌است. بازنگری اخیر بسیاری از اعضای سابق خانواده را به خانواده‌های مرتبط اما متمایز خود منتقل کرده‌است - مدادماهی‌های جنس مدادماهی نمونه‌ای معمولی هستند که اکنون به قلم ماهیان منتقل شده‌اند، گونه‌های شکارچی مختلفی متعلق به Hoplias و Hoplerythrinus اکنون به خانواده درنده ماهیان نقل مکان کرد و ماهی‌های دندان دار از جنس Hydrolycus به تتراهای سگ دندان منتقل شدند. زیرخانواده تتراهای آفریقایی (Alestiinae) اکنون به سطح خانواده ارتقا یافته‌اند (تتراهای آفریقایی) و زیرخانواده‌های Crenuchinae و Characidiinae به خانواده جهنده ماهیان آمریکای جنوبی منتقل شده‌اند.

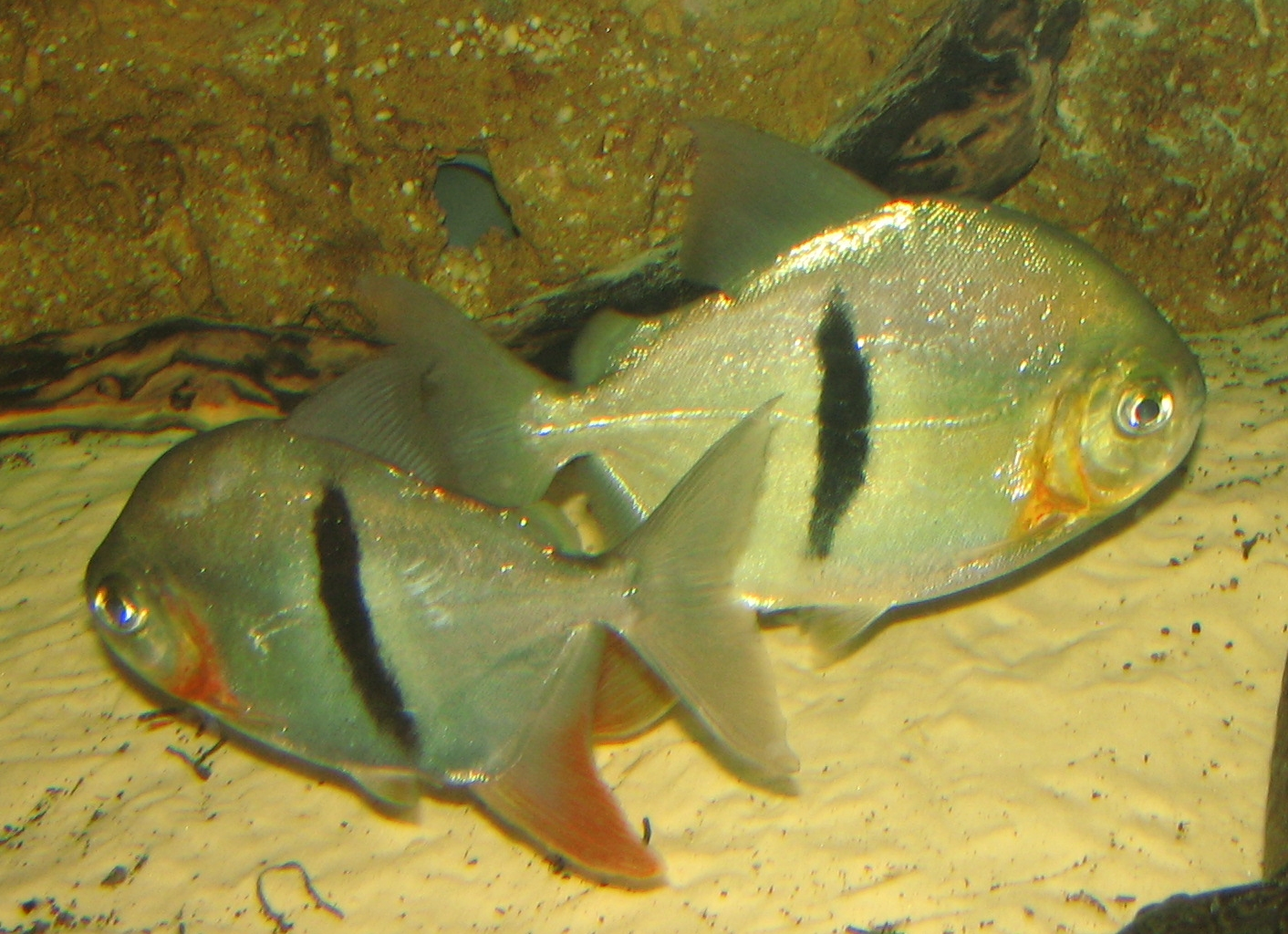
پیراناها و خویشاوندان (مانند این تتراهای دیسکی، Myleus schomburgkii) آنها ممکن است یک خانواده متمایز باشند.

سایر خانواده‌هایی که قبلاً به‌عنوان اعضای کاراسین (Characidae) طبقه‌بندی می‌شدند، طی بازبینی طبقه‌بندی‌های اخیر (پس از سال ۱۹۹۴) به خانواده‌های جداگانه‌ای منتقل شده‌اند عبارتند از: تبرماهی آب شیرینسوزن آروارگان، دهان بالایان، ماهی‌های سر به زیر، Citharinidae، سبک شانه‌ها، کاراسینان بی دندان، گیره ماهیان، ماهی‌های خراش دندان، Prochilodontidae , دندانه‌شکمان، و خانواده Triportheidae.
پیراناهای بزرگتر در ابتدا در خانواده کاراسین‌ها طبقه‌بندی می‌شدند، اما تجدید نظرهای مختلف آنها را در خانواده مربوط به خود یعنی دندانه شکمان قرار می‌دهد. این تغییر هنوز مورد پذیرش جهانی قرار نگرفته‌است، اما در میان طبقه‌شناسانی که با این ماهی‌ها کار می‌کنند، محبوبیت بیشتری پیدا می‌کند. با توجه به وضعیت کنونی تعدد خانواده کاراسین‌ها، بدون شک تغییرات دیگری رخ خواهد داد و گونه‌هایی شناخته شده‌ای از یک خانواده را به خانواده‌ای دیگر اختصاص و انتقال خواهند داد. در واقع، کل تبارزایی در استخوانچه داران (ماهیانی که دارای دستگاه وبری هستند) هنوز به‌طور قطعی حل نشده‌است. تا زمانی که فیلوژنی حل نشده باشد، شاهد تغییر و تحولات بیشتری در طبقه‌بندی ماهیان کاراکوئید (characoid) خواهیم بود.

### تبارزایی

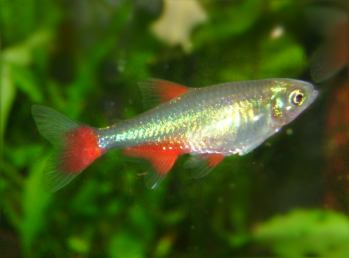
تترای باله‌خونی (Aphyocharacinae)

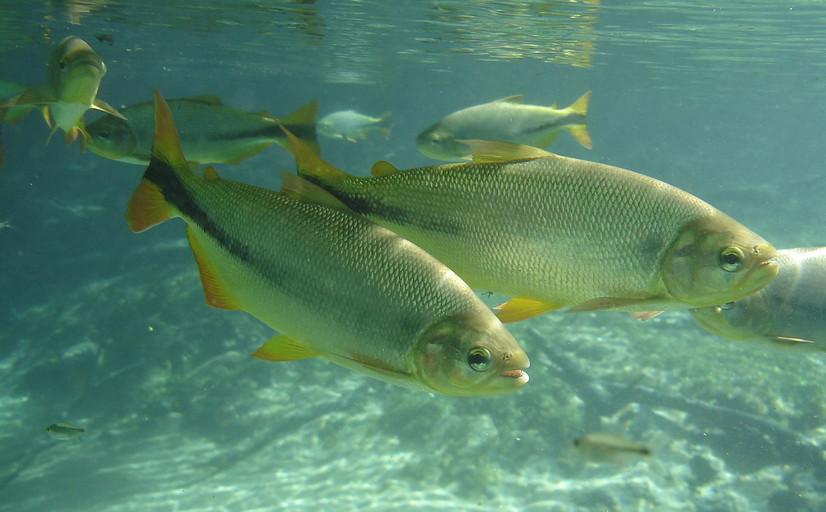
Brycon hilarii (Bryconinae)

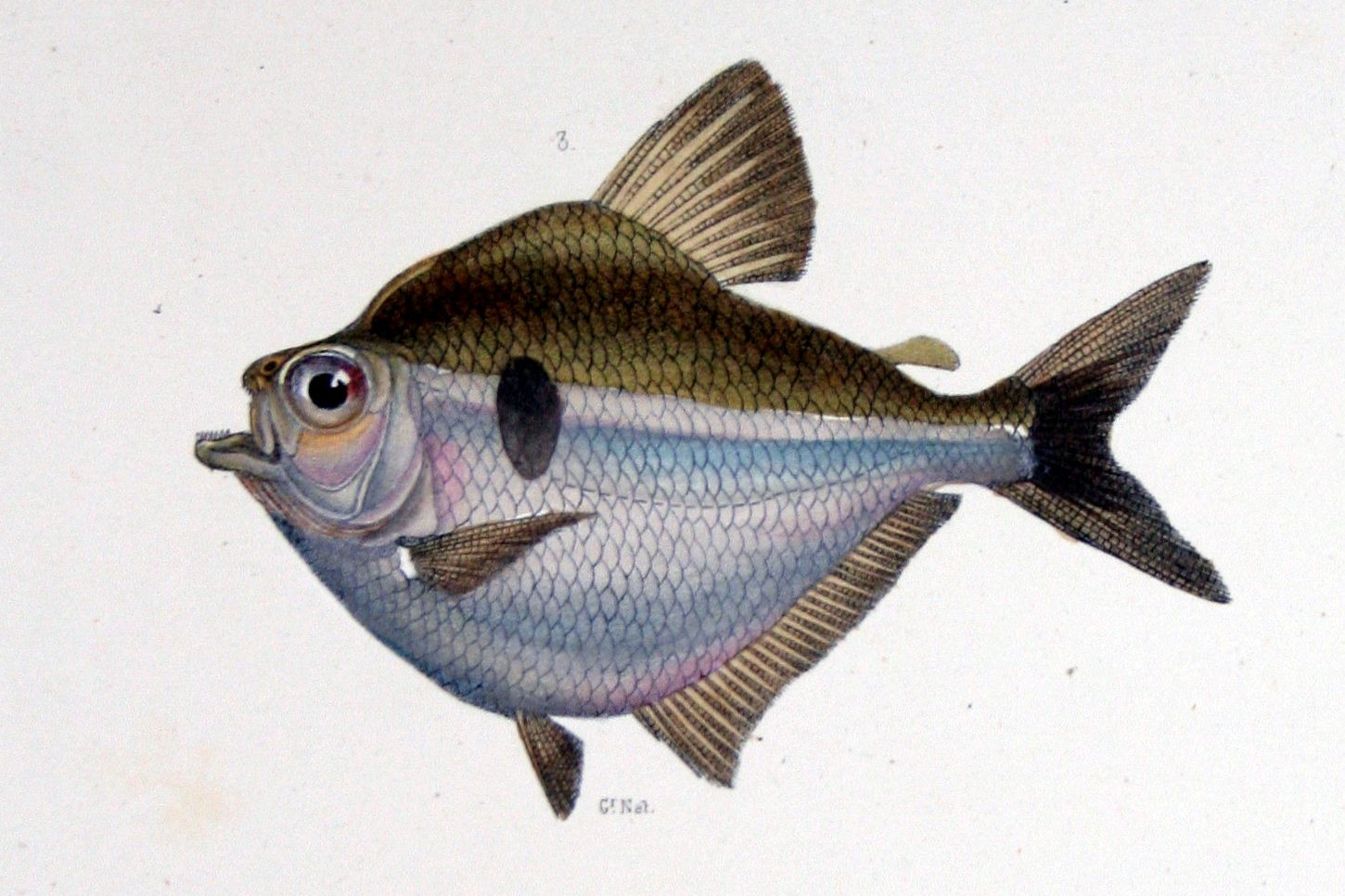
Brachychalcinus orbicularis (Stethaprioninae)

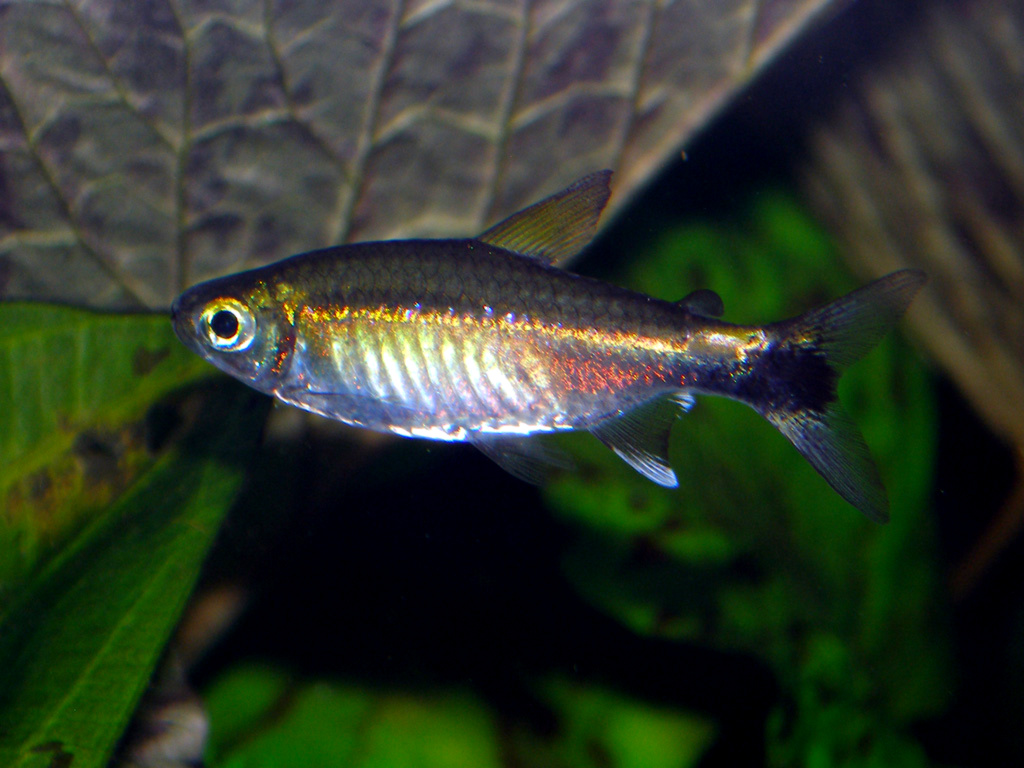
کاستلو تترا (همیگراموس هیانواری)

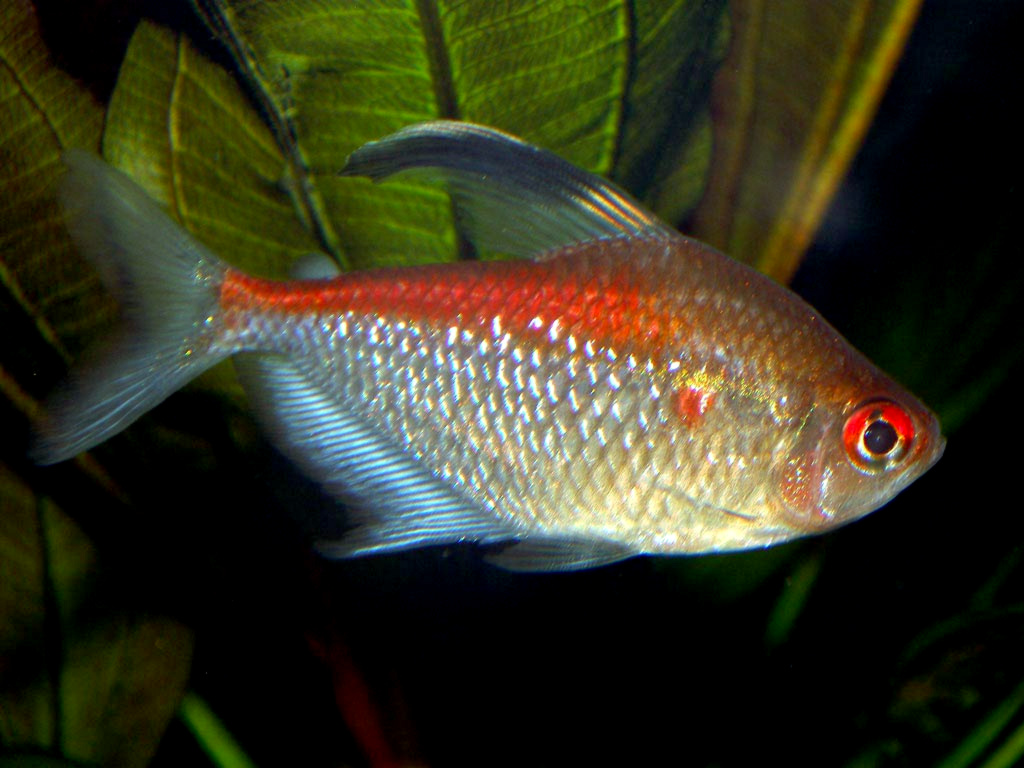
Hyphessobrycon pyrrhonotus

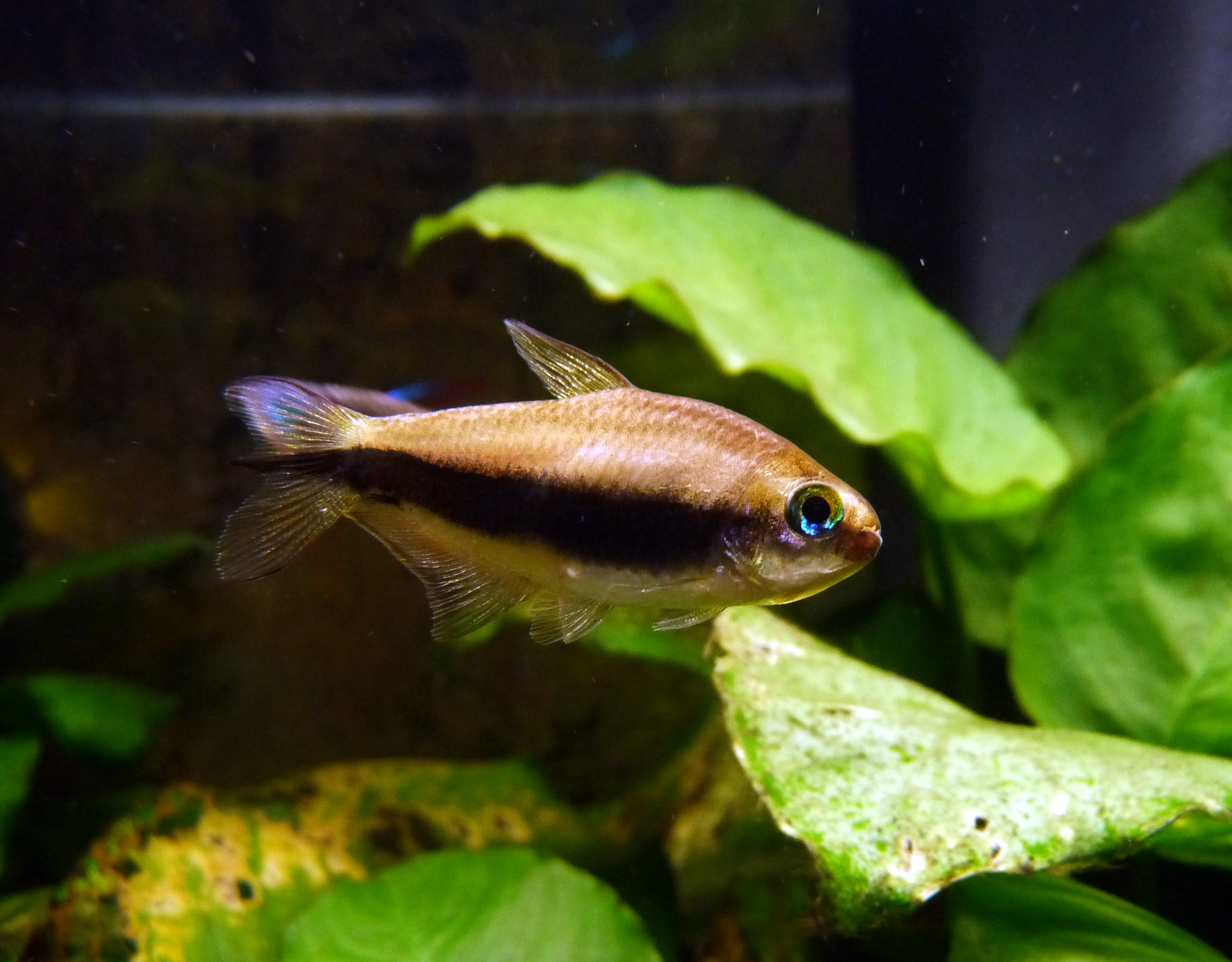
امپراتور تترا (نماتوبریکن پالمری)

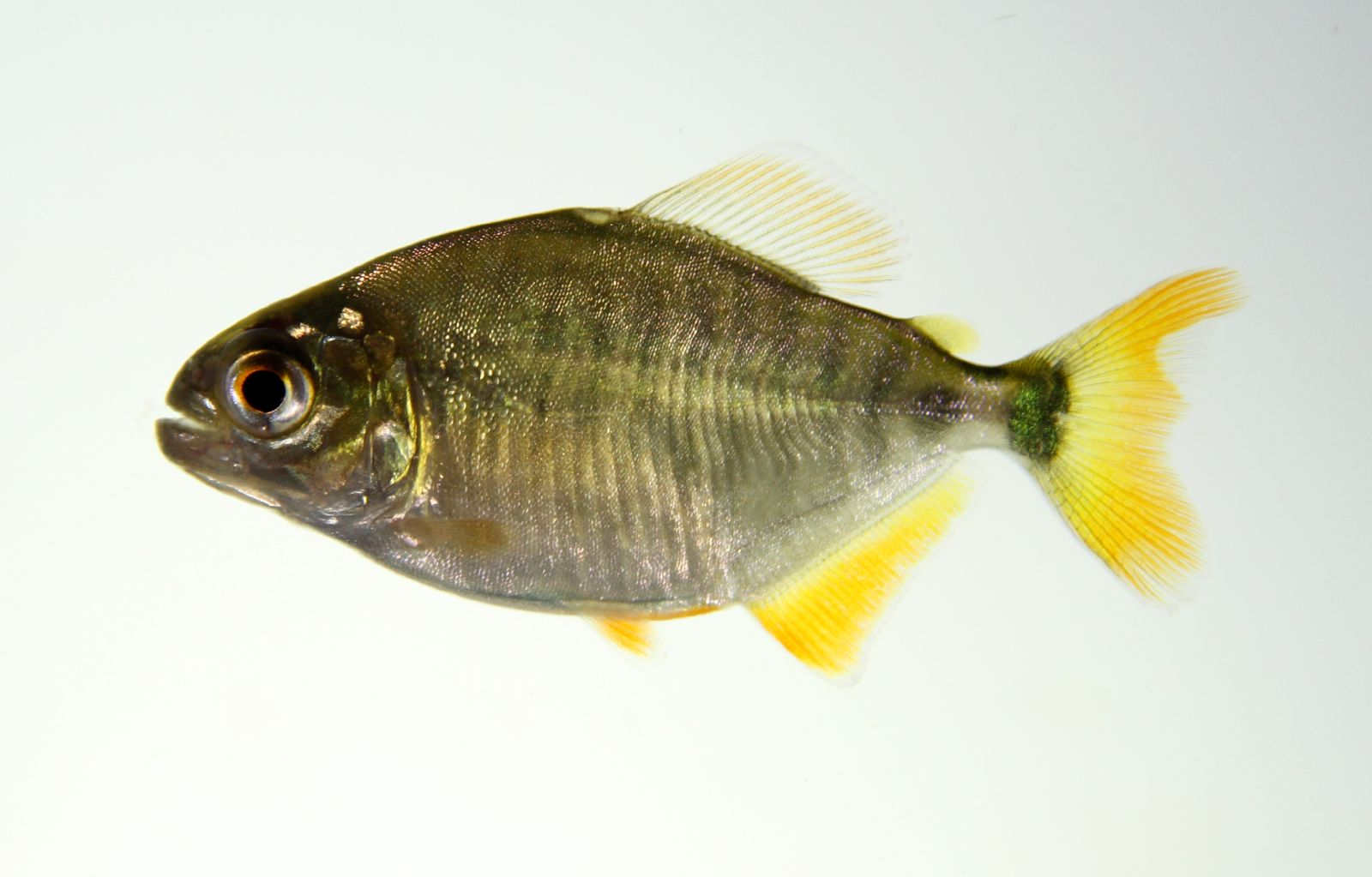
Pygopristis denticulata

## طبقه‌بندی

### طبقه‌بندی
زیرخانواده‌ها و قبیله‌هایی که در حال حاضر توسط اکثر نویسندگان و نه همه نویسندگان، و جنس‌های مربوطه به رسمیت شناخته شده‌اند، عبارتند از:

### اعضای پیشین
کالسیدان‌ها، ایگوانودکتیدان‌ها، بریکونیدان‌ها و هتروکاراسین‌ها جدیدترین کلادهایی هستند که به منظور حفظ کاراسین‌های تک‌فیلتیک حذف شده‌اند.

### سرده‌های طبقه‌بندی‌نشده
تعداد زیادی از گونه‌های این خانواده طبقه‌بندی نامشخص هستند. روابط بسیاری از ماهی‌ها در این خانواده – به ویژه گونه‌های خاصی که به‌طور سنتی در Tetragonopterinae قرار می‌گیرند، که به چیزی شبیه یک "آرایه زباله‌دان" تبدیل شده بودند – چندان شناخته شده نیست، یک مطالعه فیلوژنتیکی جامع برای کل خانواده مورد نیاز است. سرده‌های Hyphessobrycon , Astyanax , Hemigrammus , Moenkhausia، و Bryconamericus شامل بیشترین تعداد گونه‌های شناخته شده در حال حاضر در میان ماهیان خرچنگ هستند که نیازمند بازنگری هستند. Astyanax و Hyphessobrycon در حدود معمول از بزرگ‌ترین سرده در این خانواده هستند. این جنس‌ها در ابتدا بین سال‌های ۱۸۵۴ و ۱۹۰۸ پیشنهاد شدند و هنوز هم کم‌وبیش مانند کارل اچ. ایگنمن در سال ۱۹۱۷ تعریف می‌شوند، اگرچه گونه‌های متنوعی از آن زمان به هر سرده اضافه شده‌است. تنوع تشریحی در هر سرده، این واقعیت که هر یک از این گروه‌های ژنریک در حال حاضر نمی‌توانند به خوبی تعریف شوند، و تعداد بالای گونه‌های درگیر، دلایل اصلی نبود آنالیزهای تبارزایی هستند که با روابط گونه‌های درونی سروکار دارند.